# Apostlaliljesläktet
Apostlaliljesläktet (Neomarica) är ett släkte i familjen irisväxter med cirka 20 arter från tropiska Amerika och västra Afrika. Några arter odlas som krukväxter i Sverige. 
Apostlaliljesläktet består av fleråriga örter med kort, krypande jordstam. Bladen är ställda i två rader och är svärdslika. Blomstjälken är bladlikt tillplattad, upprätt och har ett stort bladlikt fjäll intill blomsamlingen. Blommorna är kortlivade och sitter i små samlingar. Hyllet är symmestriskt med fria hylleblad i två kransar. De yttre är utbredda. De inre är upprätta men böjda i spetsen och är vanligen små. Pistillen har två eller tre grenar. Frukten är en kapsel.
Släktet står nära arterna i Trimezia, vilket dock bildar underjordiska knölar istället för jordstammar och har runda blomstjälkar.

### Webbkällor
- Govaerts, R. (2006). World Checklist of Monocotyledons. The Board of Trustees of the Royal Botanic Gardens, Kew. (2009 Mars 31).